# Équitation aux Jeux olympiques d'été de 1968
Navigation
Tokyo 1964 Munich 1972
Les épreuves d'équitation aux Jeux olympiques d'été de 1968 à Mexico étaient le saut d'obstacles, le dressage et le concours complet, disputées à titre individuel et par équipe.
Les compétitions équestres ont été chronométrées manuellement et électroniquement; pour la première fois, le temps officiel fut celui du chronomètre électronique .

## Problématique de l'altitude
Le choix de Mexico pour accueillir les Jeux olympiques de 1968 était controversé en raison de l'altitude élevée de la ville, à 2 300 m, ce qui signifie que l'air contenait 30% moins d'oxygène qu'au niveau de la mer. L'air raréfié s'est avéré une grande difficulté pour de nombreux athlètes participant à des épreuves d'endurance, dont les chevaux concourant dans les épreuves de concours complet. On savait que des chevaux de course en compétition à Mexico étaient arrivés la veille et repartis juste après la course. Par contre, les chevaux des Jeux panaméricains de 1955 étaient arrivés plusieurs semaines à l'avance pour s'acclimater. Il avait été finalement constaté qu'après un ajustement spontané à la haute altitude la première semaine, une forte perte de force et de forme se produisait du 10e au 20e jour. Aussi une période d'adaptation de trois à quatre semaines avait été conseillée. Les chevaux de l'Union soviétique, de l'Argentine et de l'Irlande ont été les premiers à arriver à la mi-septembre, les derniers furent ceux de la France et de l’Allemagne le 28 septembre, soit 20 jours avant le début des compétitions le 18 octobre.

## Deux équipes allemandes
Les cavaliers de dressage et de concours complet de la République démocratique allemande participaient pour la première fois sous leurs propres couleurs. En 1960 et 1964, leurs cavaliers de concours complet faisaient partie d’une équipe allemande unifiée. Cette fois, ils ont été autorisés à concourir sous leur propre drapeau. Cela se reproduisit en 1972. Après cela, le sport équestre fut considéré par les autorités sportives de la RDA comme ne garantissant pas l'obtention de médailles et ne fut plus retenu comme discipline participante pour les olympiades suivantes.

## Participants
18 pays prirent part aux épreuves; Argentine, Australie, Bolivie, Brésil, Canada, Chili, République démocratique allemande (RDA), France, République fédérale d’Allemagne (RFA), Grande-Bretagne, Irlande, Italie, Japon, Mexique, Pologne, Union soviétique, Suisse, USA). 126 couples participèrent, 51 en saut d'obstacles; 26 en dressage et 49 en concours complet.

## Saut d'obstacles
Pour sa première participation aux Jeux olympiques, le Canada gagna la médaille d'or par équipes. Ces jeux virent aussi la victoire de Bill Steinkraus, couronnement d'une brillante carrière.10 000 spectateurs assistèrent aux épreuves.
Après l'élimination de leur première cavalière, Diana Conolly-Carew, à la suite d'un malentendu, le chef d’équipe irlandais apprit que toute l’équipe avait été éliminée. Le cheval d’Ada Matheson est retourné à l'écurie et elle ne s'est pas présenté quand elle a été appelée. Ned Campion, le troisième concurrent irlandais, fut ensuite prêt et autorisé à sauter le parcours. Mais avec seulement trois coureurs dans l'équipe, l'Irlande a été éliminée. C'était d'autant plus agaçant que les Irlandais avaient décidé de renoncer à la compétition individuelle et de se concentrer sur l'épreuve par équipe.
Les trois parcours de la compétition individuelle faisait 750 m pour la première manche, 410 m pour la seconde et 370m pour le barrage. La seconde manche était un parcours de type puissance avec un oxer comme obstacle majeur qui mesurait 1,65 / 1,70m x 2,20m.   
Le parcours de l'épreuve par équipe était mesuré à 631 m avec 14 obstacles nécessitant 17 efforts. Seulement quatre des 87 tours furent dans les 96 secondes, le temps maximum imparti. Il a été avancé que le parcours faisait en réalité 693 m de long.

## Dressage
La reprise comportait 33 figures. 
Il y avait huit équipes complètes de trois couples et deux coureurs individuels pour le Mexique. Sept furent qualifiés pour la finale. L'Allemagne et l'Union soviétique se sont partagé les quatre premières places individuelles et ont remporté l'or et l'argent par équipe. La Suisse, médaillée d’argent à Tokyo en 1964, a chuté à la troisième place. À la suite du scandale de 1956, les juges venaient de France, du Chili et des Pays-Bas, et aucun d'entre eux n'avait de coureur en compétition.
Après le Grand Prix, Josef Neckermann et Mariano pour la RFA avaient une avance confortable avec 948 points contre 908 pour le russe Ivan Kizimov et Ikhor, et 896 pour Reiner Klimke et Dux. La durée de l'épreuve,6 minutes 45 secondes contre 12 minutes 30 secondes pour le Grand Prix, a entraîné un changement de leader. Kizimov a obtenu 664 points alors que Neckermann n'en eut que 598. C’était donc l’or pour Kizimov, l’argent pour Neckerman et le bronze pour Klimke.

## Concours complet

### Pluies tropicales
Le choix du site de Concours complet avait suscité une controverse. Au départ, Oaxtepoc situé à 110 km au sud de la capitale à 1 450 m d'altitude, avait été choisi . Mais le terrain dur et pierreux et le climat subtropical ont obligé la FEI à modifier son choix. Le club de golf d'Avandaro, dans la Valle de Bravo, à 150 km au nord-ouest de Mexico a été proposé. Il se situe à une altitude de 1 800 m, mais est réputé pour son climat doux, avec une brise permanente provenant d'un lac à proximité. On a ignoré le fait que d'octobre à mars, les pluies tropicales tombaient presque tous les jours. 
Les précipitations sont arrivées rapidement le jour du cross-country. Elles n'ont duré que 30 minutes, mais le petit ruisseau de deux mètres servant d'obstacle numéro 34 a atteint une largeur de 12 m, sans point de prise d'appel visible.

### La compétition
Il y eut plusieurs drames lors des jours trois et quatre de la compétition de concours complet. Pendant le cross-country, plusieurs chevaux étaient clairement en détresse à cause des fortes pluies qui affectèrent 30 des 49 cavaliers. Deux chevaux sont décédés avant les fortes pluies, Ballerina pour l'Union soviétique et Loughlin pour l'Irlande.
Les 35 sauts du parcours avaientt été conçus par Mario Becerril, qui avait participé au concours complet des jeux olympiques de 1952. Après la journée d’endurance, Jean-Jacques Guyon, Jim Wofford et Pavel Deev avaient un écart de moins de 10 points. Guyon et Pitou avec 10,25 points au saut d'obstacles ont remporté l'or individuel. Wofford et Kilkenny ont fait un tour décevant avec une chute qui les a ramenés à la sixième place. Le sort de Pavel Deev fut encore pire. Le cavalier soviétique a été le dernier à partir et avec un bon tour, il pouvait remporter l'or individuel et le bronze par équipe, mais après l'obstacle cinq, il a fait une erreur de parcours et a été éliminé. Cela a permis à Derek Allhusen, âgé de 54 ans, de remporter l'argent sur Lochinvar, cheval de 10 ans. Le bronze est allé à Michael Page sur Foster. Les Britanniques, avec Derek Allhusen, Richard Meade, le sergent d'état-major Ben Jones et l'élève infirmière Jane Bullen ont remporté la médaille d'or par équipe devant les États-Unis et l'Australie.

## Tableau des médailles
| Rang | Pays                 | Médaille d'or | Médaille d'argent | Médaille de bronze | Total |
| 1    | Royaume-Uni          | 1             | 2                 | 1                  | 4     |
| 2    | Allemagne de l'Ouest | 1             | 1                 | 2                  | 4     |
| 3    | États-Unis           | 1             | 1                 | 1                  | 3     |
| 4    | France               | 1             | 1                 | 0                  | 2     |
| 4    | Union soviétique     | 1             | 1                 | 0                  | 2     |
| 6    | Canada               | 1             | 0                 | 0                  | 1     |
| 7    | Australie            | 0             | 0                 | 1                  | 1     |
| 7    | Suisse               | 0             | 0                 | 1                  | 1     |

## Résultats
| Épreuve                     | Or                                                                      | Argent                                                        | Bronze                                                                       |
| Dressage individuel         | Union soviétique Ivan Kizimov                                           | Allemagne de l'Ouest Josef Neckermann                         | Allemagne de l'Ouest Reiner Klimke                                           |
| Dressage par équipe         | Allemagne de l'Ouest Josef Neckermann Reiner Klimke Liselott Linsenhoff | Union soviétique Yelena Petushkova Ivan Kizimov Ivan Kalita   | Suisse Henri Chammartin Marianne Gossweiler Gustav Fischer                   |
| Concours complet individuel | France Jean-Jacques Guyon                                               | Royaume-Uni Derek Allhusen                                    | États-Unis Michael Page                                                      |
| Concours complet par équipe | Royaume-Uni Derek Allhusen Richard Meade Reuben Jones                   | États-Unis Michael Page John Michael Plumb James C. Wofford   | Australie Wayne Roycroft Brien Cobcroft Bill Roycroft                        |
| Saut d'obstacles individuel | États-Unis William Steinkraus                                           | Royaume-Uni Marion Coakes                                     | Royaume-Uni David Broome                                                     |
| Saut d'obstacles par équipe | Canada James E. Day Thomas Gayford Jim Elder                            | France Janou Lefèbvre Marcel Rozier Pierre Jonquères d'Oriola | Allemagne de l'Ouest Hermann Schridde Alwin Schockemöhle Hans Günter Winkler |